# Safran

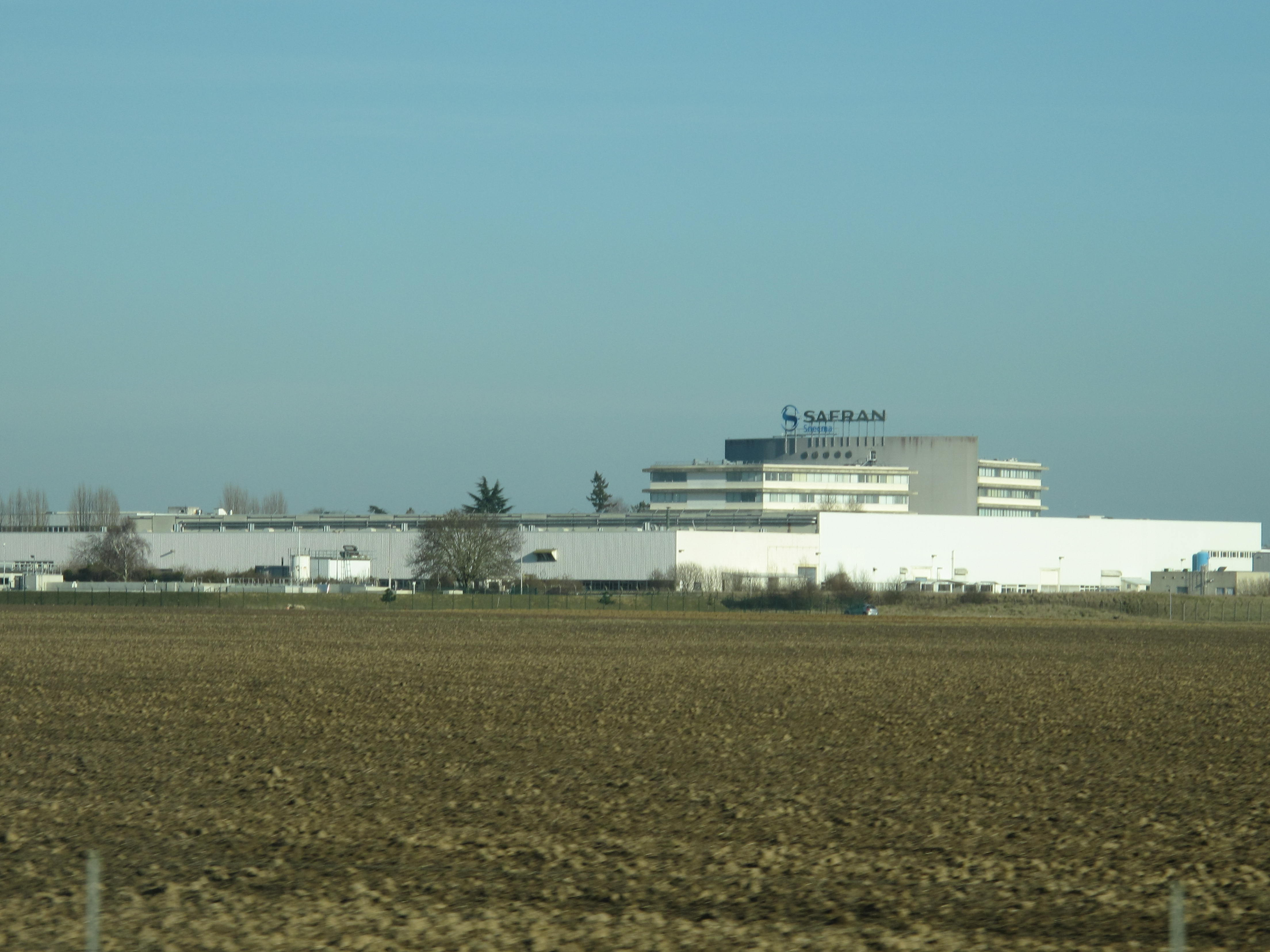
De fabriek van Safran SNECMA in Montereau-sur-le-Jard in januari 2012.

Safran S.A. is een Franse multinationale groep actief in de luchtvaart, ruimtevaart en defensie. Het ontstond in 2005 uit de fusie tussen het luchtvaartbedrijf Snecma en het defensiebedrijf Sagem. De voornaamste activiteit is de productie van vliegtuigmotoren, die ruim de helft van de omzet uitmaakt.

## Geschiedenis
In 1905 werd Société des Moteurs Gnome opgericht in Gennevilliers, een buitenwijk van Parijs. Gnome was zeer succesvol met de productie van rotatiemotoren waar veel vraag naar was in de Eerste Wereldoorlog. In 1912 volgde de oprichting van Société des Moteurs Le Rhône, die een belangrijke concurrent voor Gnome zou worden. Later gaan de twee bedrijven samen en in 1945 wordt Gnome et Rhône en andere motorproducenten genationaliseerd en die gaan allen verder onder de nieuwe naam Snecma, de afkorting voor Société Nationale d’Étude et de Construction de Moteurs d’Aviation. Er volgde diverse overnames waaronder Hispano-Suiza en MessierHispano-Bugatti, deze laatste was gespecialiseerd in landingsgestellen van vliegtuigen. In het jaar 2000 volgden Labinal met de dochteronderneming Turbomeca. Turbomeca is een producent van motoren voor helikopters.
In 1974 sloot Snecma een belangrijk samenwerkingscontract met General Electric. Hiervoor werd de joint venture CFM International opgericht. De twee besloten samen de CFM56 vliegtuigmotor voor de civiele luchtvaart te maken. Deze motor is geschikt voor toestellen voor korte- en middellangeafstandsvluchten zoals de Boeing 737 en Airbus A320. In 2008 werd de samenwerking verlengd tot het jaar 2040. In 2010 kwam het totaal aan afgeleverde CFM motoren boven de 20.000 stuks uit en was hiermee een van de best verkochte vliegtuigmotoren. 
Sagem werd in 1925 opgericht en groeide uit tot een divers elektronica- en communicatiebedrijf. Het maakte modems en mobiele telefoons, maar ook raketgeleidings- en fly-by-wire-systemen. In 2004 bestond het uit twee divisies: telecommunicatie en defensie. In dit jaar deed Sagem een bod op alle aandelen Snecma, in mei 2005 werd de overname afgerond en werd naam gewijzigd in Safran. Safran werd hiermee de op twee na grootste Europese speler in de luchtvaartmarkt na EADS en BAE Systems, maar voor het Franse Thales. Safran telde toen 56.000 medewerkers in meer dan 30 landen, waarvan 40.000 in Frankrijk. De activiteiten waren verdeeld over vier onderdelen: vliegtuigmotoren, vliegtuigapparatuur, defensie/veiligheid en communicatie. Deze laatste divisie, met een omzet van € 1,3 miljard in 2006, werd verkocht in 2008 aan Gores Group. Met de verkoop gingen 6500 medewerkers over.
In 2010 behaalde Safran een omzet van ruim € 10 miljard en de nettowinst bedroeg € 411 miljoen. Het bedrijfsonderdeel vliegtuigmotoren had een aandeel van meer dan 50% in de totale omzet en in Frankrijk werd een kwart van de verkopen gerealiseerd. Er werken 53.000 mensen voor Safran, waarvan 35.000 in Frankrijk.
Vanaf september 2011 maakt Safran deel uit van de Franse CAC 40-aandelenindex.
Op 1 april 2013 werd Goodrich Electrical Power Systems (GEPS) overgenomen voor zo'n € 300 miljoen. Voor Safran betekende dit een uitbreiding van het productaanbod met systemen voor de productie en verdeling van elektriciteit in een vliegtuig.
In december 2017 kreeg het toestemming van de toezichthouders om de Franse branchegenoot Zodiac Aerospace over te nemen. Safran heeft hiervoor € 8,5 miljard betaald. Na de fusie telde het bedrijf 92.000 werknemers, waarvan ongeveer de helft werkzaam in Frankrijk was. Zodiac was duidelijke kleiner dan Safran met een jaaromzet van € 5,2 miljard ten opzichte van € 17,7 miljard voor Safran. Zodiac maakt onder meer interieurs voor vliegtuigen, zoals stoelen en galleys. In 2010 had Safran eerder een poging gedaan voor een overname, maar dat werd toen afgewezen door Zodiac.
In 2016 werd door CFM International de opvolger voor de CFM op de markt gebracht, Leading Edge Aviation Propulsion (LEAP). Deze motor is ongeveer 500 kilogram lichter dan zijn voorganger en verbruikt gemiddeld zo'n 15% minder brandstof. In 2018 werden al meer LEAP motoren afgeleverd dan van de oude CFM en in 2021 werd bijna uitsluitend LEAP motoren geleverd. De samenwerking met General Electric werd in 2021 wederom verlengd tot het jaar 2050.
Op 19 december 2024 verkocht Safran het 50% belang in Roxel aan MBDA. Roxel maakt vaste brandstof raketmotoren voor kruisvlucht- en tactische wapens en behaalde een omzet van € 200 miljoen in 2024 met 900 werknemers. Roxel had een marktaandeel van 60% in Europa met MBDA als grootste afnemer. Roxel ontstond in 2003 na een fusie van het Franse Celerg en het Britse Royal Ordnance Rocket Motors.

## Activiteiten
Safran had in 2024 een omzet van ruim € 27 miljard. De activiteiten zijn verdeeld over drie bedrijfsonderdelen. Ongeveer de helft van de omzet wordt gerealiseerd in het segment Aircraft Propulsion, hiervan is twee derde aan civiele vliegtuigen gerelateerd. In dit jaar werden 1400 LEAP motoren afgeleverd. Ruim 10% van de omzet wordt behaald in Aircraft Interiors en Aircraft Equipment & Defense heeft een omzetaandeel van bijna 40%. Per jaar wordt zo'n 5% van de omzet besteed aan onderzoek en ontwikkeling, en dit is exclusief opdrachten die het voor rekening voor anderen doet.

### Aircraft Propulsion
- Safran Aircraft Engines: vliegtuig- en raketmotoren voor de burger- en militaire luchtvaart, draagraketten en satellieten. Snecma bezit ook de helft van de joint-venture CFM International dat motoren voor passagiersvliegtuigen bouwt.
- Safran Transmission Systems: motorbeheer en overbrengingen.
- Safran Helicopter Engines: 's werelds grootste producent van gasturbines voor helikopters.
- Safran Aero Boosters: vliegtuigmotoronderdelen; gevestigd te Luik.
- ArianeGroup: een joint venture met Airbus en maker van de Ariane draagraket.

### Aircraft Equipment, Defense and Aerosystems
- Safran Landing Systems (vroeger Messier-Bugatti-Dowty): marktleider in landings- en remsystemen.
- Safran Electrical & Power: marktleider in vliegtuigbekabeling. Labinal is betrokken bij alle passagiersvliegtuigen van Airbus en Boeing, alsook gevechtsvliegtuigen als de Dassault Rafale, de F-22 en de F-16.
- Safran Nacelles: motornacelles voor passagiersvliegtuigen.
- Safran Aerosystems: producten gerelateerd aan de vliegveiligheid waaronder zuurstofvoorziening.
- Safran Electronics & Defense: optronica, avionica, elektronica en drones.

### Aircraft Interiors
- Safran Cabin: maakt vliegtuiginterieurs zoals bagagebakken, toiletten, ventilatie en verlichting.
- Safran Seats: vliegtuigstoelen.

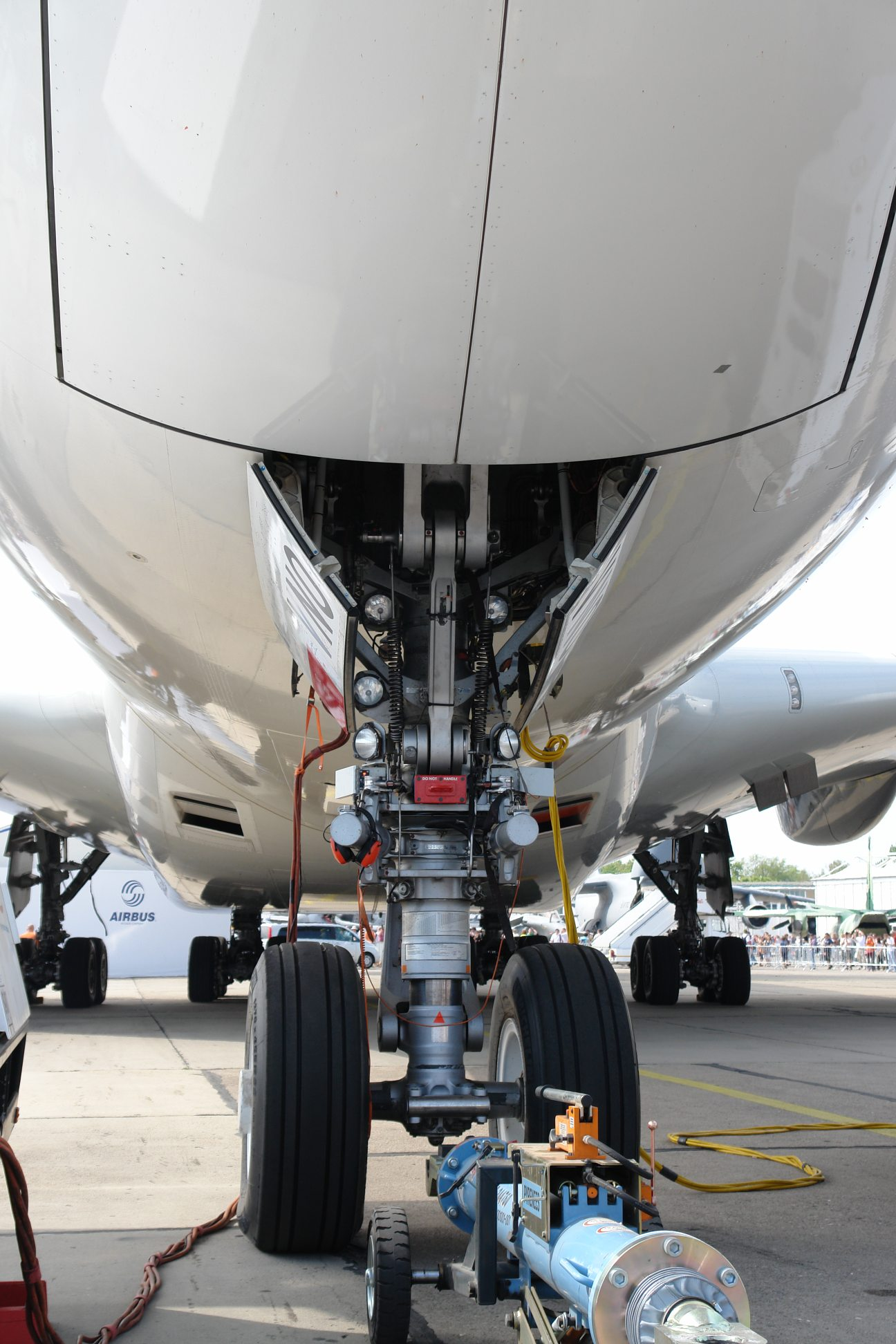
Het landingsgestel van de Airbus A380, gemaakt door Messier-Bugatti-Dowty.
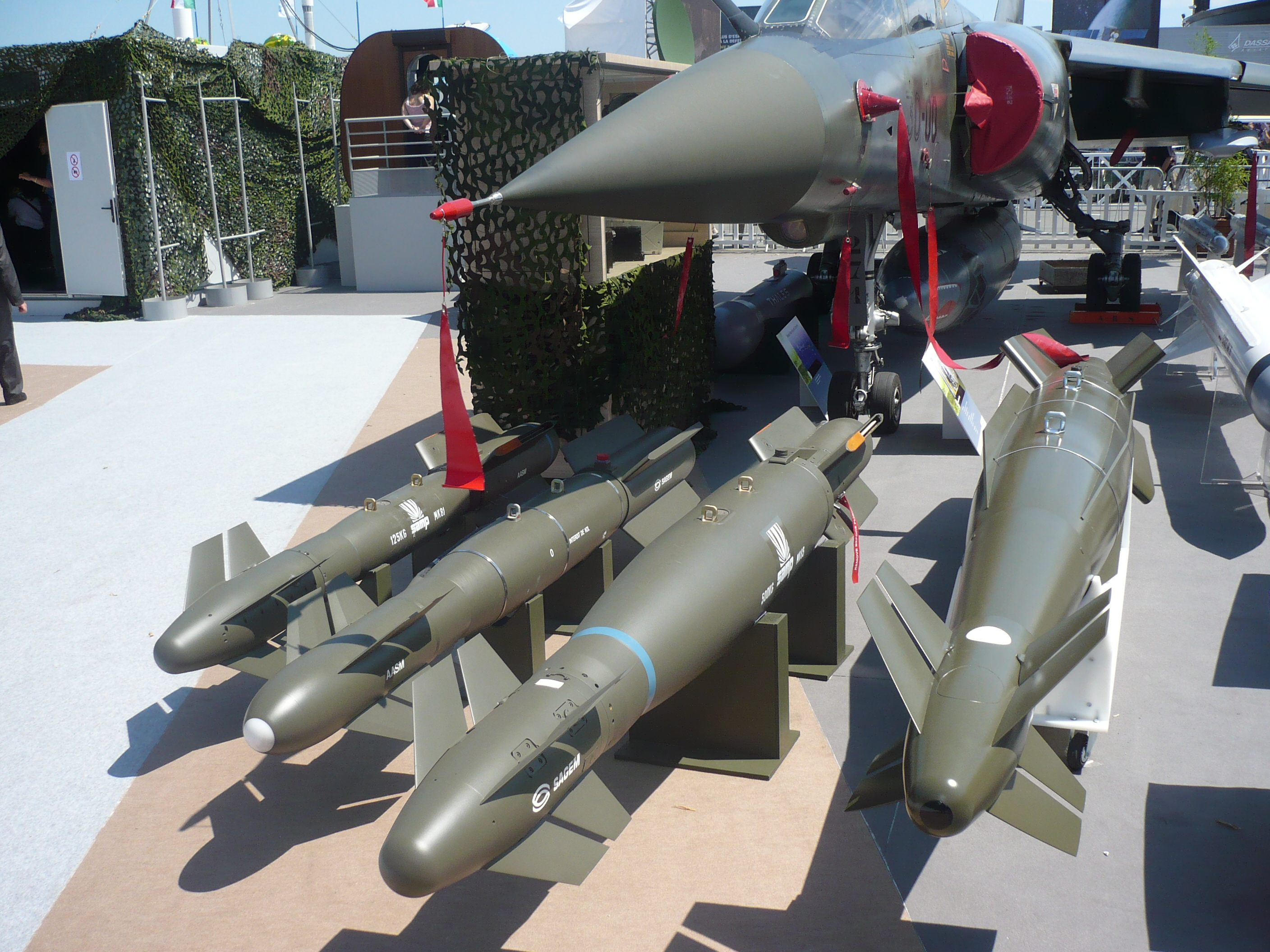
Raketten met geleiding van Sagem Défense Sécurité.
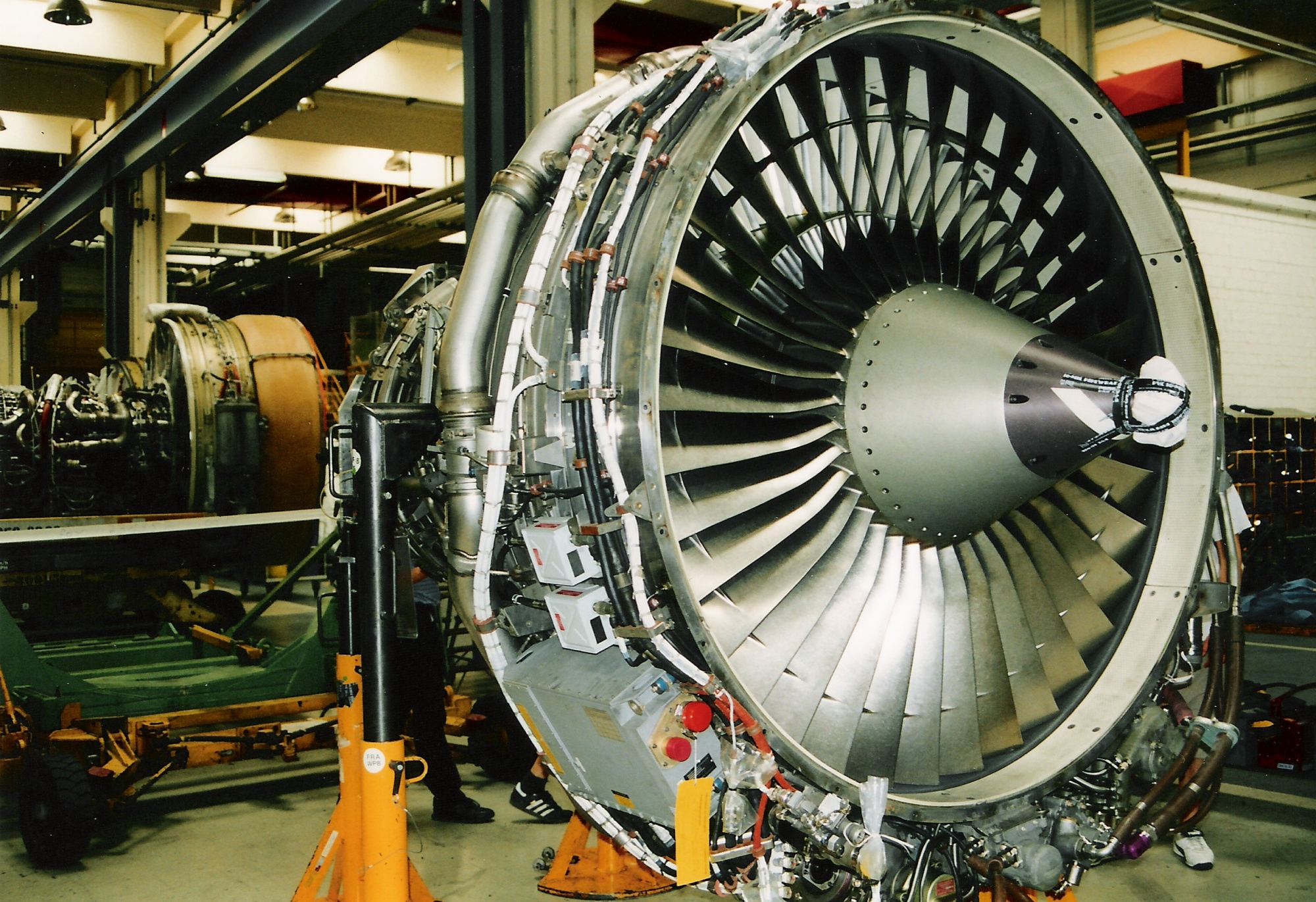
CFM56-turbofan van CFM International.
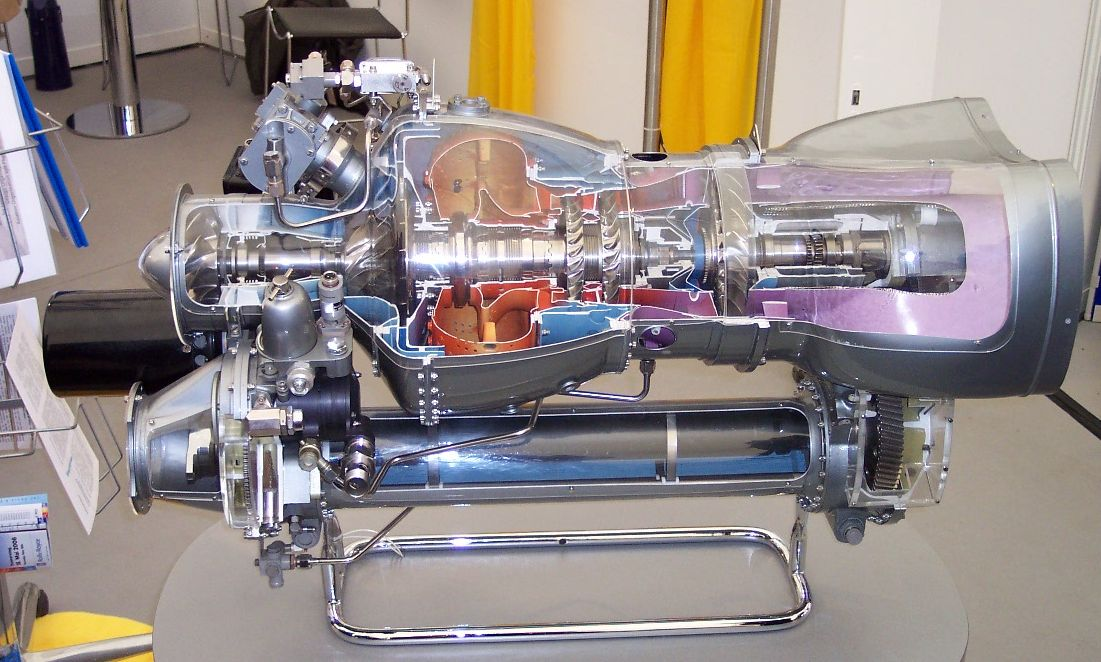
Doorsnede van een Turbomeca Arriel-motor.

AB Inbev ·
ADP ·
Adyen ·
Ahold Delhaize ·
AIB ·
Air Liquide ·
Airbus ·
Aker BP ·
AkzoNobel ·
Alstom ·
ArcelorMittal ·
Argenx ·
ASMI ·
ASML ·
AXA ·
Bank of Ireland ·
BioMérieux ·
BNP Paribas ·
Bouygues ·
Bureau Veritas ·
Campari ·
Capgemini ·
Carrefour ·
Crédit Agricole ·
D'Ieteren ·
Danone ·
Dassault Systèmes ·
DNB ·
DSM-Firmenich ·
Edenred ·
EDP ·
Eiffage ·
Enel ·
ENGIE ·
Eni ·
Equinor ·
EssilorLuxottica ·
Eurofins Scientific ·
Ferrari ·
Galp Energia ·
GBL ·
Generali ·
Heineken ·
ING ·
Intesa Sanpaolo ·
INWIT ·
Ipsen ·
J. Martins ·
KBC ·
Kering ·
Kerry ·
Kingspan ·
KPN ·
Legrand ·
Mediobanca ·
Michelin ·
Moncler ·
Mowi ·
NN Group ·
Norsk Hydro ·
Orange ·
Pernod Ricard ·
Philips ·
Pluxee ·
Poste Italiane ·
Prosus ·
Prysmian ·
Publicis ·
Randstad ·
Recordati ·
Renault ·
Ryanair ·
Safran ·
Saint-Gobain ·
Sanofi ·
Schneider Electric ·
Shell ·
Smurfit Kappa ·
Snam ·
Société Générale ·
Sodexo ·
Solvay ·
Stellantis ·
STMicroelectronics ·
Syensqo ·
Telenor ·
Teleperformance ·
Tenaris ·
Terna ·
Thales ·
TotalEnergies ·
UCB ·
UMG ·
UniCredit ·
Veolia Environnement ·
VINCI ·
Vivendi ·
Wolters Kluwer ·
Worldline ·
Yara